# Franco Cortese
Franco Cortese (ur. 10 lutego 1903 w Oggebbio, zm. w 13 listopada 1986 roku w Mediolanie) – włoski kierowca wyścigowy.

## Kariera
W swojej karierze wyścigowej Cortese poświęcił się startom w wyścigach Grand Prix. W latach 1937–1938 Włoch był klasyfikowany w Mistrzostwach Europy AIACR. W pierwszym sezonie startów z dorobkiem 38 punktów uplasował się na trzydziestej pozycji w klasyfikacji generalnej. Rok później był czternasty. Przez lata startował również w Mille Miglia, gdzie stanął na drugim stopniu podium w 1933 roku. W latach 50. startował także w wyścigach rozgrywanych na zasadach Formuły 1 i Formuły 2, jednak nie wliczanych do klasyfikacji generalnej mistrzostw.
W latach 1932–1933 Włoch pojawiał się w stawce 24-godzinnego wyścigu Le Mans. W pierwszym sezonie uplasował się na drugiej pozycji w klasie 3, co oznaczało drugi stopień podium w klasyfikacji generalnej. Rok później był czwarty w klasie 3.